# Salade Crab Louie
La salade Crab Louie, ou salade Crab Louis, ou encore le Roi des salades, est une salade contenant principalement de la chair de crabe. La recette remonte au début du XXe siècle, et provient de la côte Ouest des États-Unis.

## Ingrédients
L'ingrédient principal pour le Crab Louie, comme son nom l'indique, est la chair de crabe. La plus prisée est le crabe de Dungeness, mais d'autres crabes peuvent être utilisés, y compris des sticks de crabe (en) de type surimi. Bien que de nombreuses recettes se côtoient aujourd'hui, un des ingrédients essentiels reste sa vinaigrette crémeuse, telle que la sauce Louie, la sauce Mille-Îles ou encore la sauce Green goddess. Cette sauce est servie à part ou directement mélangée à la salade.
Une salade Crab Louie typique est composée des ingrédients suivants : chair de crabe, œufs durs, tomate, asperges. Le tout est servi sur un lit de laitue avec une sauce Louie à base de mayonnaise et de sauce chili.
D'autres ingrédients tels que les olives et l'oignon vert sont parfois ajoutés.